# Bernat de Candeleda
Bernat de Candeleda (Valparaíso?, província de Càceres, s. XII - Candeleda, Àvila, ca. 1155?) fou un monjo cistercenc i eremita castellà. És venerat com a sant per l'Església catòlica. A Candeleda, és invocat com a advocat i protector contra la ràbia.

## Biografia
No se sap on va néixer: els historiadors cistercencs han indicat que podria haver-ho fet a Valparaíso (Càceres), avui desaparegut, o a Toledo. Va fer vida eremítica prop de Valparaíso, on era conegut com a el Santo de Valparaíso. Ingressà com a monjo al proper monestir cistercenc de Granselva, a la vall del Tiétar i prop de Candeleda (desaparegut en 1622, fou substituït per un convent franciscà, el del Rosarito). Hi dugué una vida virtuosa i exemplar i morí en llaor de santedat.

## Veneració
Sebollit al monestir, fou venerat a la seva església. En desaparèixer la comunitat cistercenca en 1622, els veïns de Candeleda demanaren la custòdia de les restes de Bernat i construïren l'ermita de San Blas per ubicar-les. ], on fou venerat pel poble des de llavors, i proclamat patró del poble. S'atribuïren miracles a la seva intercessió. Entre les llegendes que se n'explicaven hi havia que havia travessat el riu proper al monestir fent servir la seva capa com a barca.
Al Menologium Cisterciensis apareix la festa de Bernat el 19 d'agost, com a patró de Candeleda. Abans, la festivitat se celebrava el 20 d'agost, potser per confusió amb Bernat de Claravall, també cistercenc i celebrat aquest dia.